# Déclaration de Cocoyoc
 (juillet 2012).
La Déclaration de Cocoyoc du 23 octobre 1974 est un texte publié à l'issue d'un colloque des Nations unies organisé du 8 au 12 octobre 1974 dans la ville de Cocoyoc (Mexique).
Ce colloque réunissait des experts internationaux pour débattre de « L'utilisation des ressources, de l'environnement et des stratégies de développement ».
La déclaration de Cocoyoc condamne l'ordre économique international et propose de le refondre pour permettre une meilleure répartition des richesses entre pays du Nord et du Sud, mais également au sein de chaque pays. Elle fut condamnée par les États-Unis dès sa publication. Il s'agit d'un des textes importants de l'histoire de l'écologie politique.

## Contexte
La Déclaration de Cocoyoc est publiée peu de temps après le premier choc pétrolier de 1973 et le premier sommet de la Terre, qui s'était tenu du 5 au 12 juin 1972 à Stockholm. Cette période correspond également à l'apogée du Mouvement des non alignés, qui critique la domination des pays riches et refuse l'alignement sur le bloc l'Est ou de l'Ouest. Les pays "non alignés", bien que très divers politiquement, réclament la mise en place d'un « Nouvel ordre économique international » (NOEI).

## Les participants
Le symposium de Cocoyoc est coprésidé par deux personnalités de pays en développement : le Docteur Wilbert K. Chagula, Ministre des affaires économiques et de la planification du développement de la Tanzanie, et le Professeur mexicain Rodolfo Stavenhagen.
Les rapporteurs sont Barbara Ward pour les questions de ressources naturelles et Johan Galtung pour les questions de développement.
Parmi les autres participants, on trouve notamment le président mexicain Luis Echeverría Álvarez, l'homme d'affaires canadien, directeur exécutif du PNUE, Maurice Strong, l'économiste et diplomate Sri-Lankais, secrétaire général de la CNUCED, Gamani Corea, l'économiste franco-égyptien Samir Amin.

## Contenu de la déclaration
La Déclaration de Cocoyoc est constituée d'une longue entrée en matière, de quatre paragraphes et d'un épilogue.
Le début du texte pointe l'échec des Nations unies à mettre en place un ordre international juste :
« La plus grande partie du monde n'a pas encore émergé des conséquences historiques de près de cinq siècles de contrôle colonial qui a massivement concentré le pouvoir économique entre les mains d'un petit groupe de nations. À ce jour, au moins les trois quarts des richesses, des investissements, des services et presque toute la richesse mondiale sont dans les mains d'un quart de la population. »
Les rapporteurs critiquent un système basé sur l'économie de marché :
« Les solutions à ces problèmes ne peuvent pas provenir de l'auto-régulation par les mécanismes de marché. Les marchés classiques donnent un accès aux ressources à ceux qui peuvent payer plutôt qu'à ceux qui en ont besoin, ils stimulent une demande artificielle et génèrent des déchets dans le processus de production, et certaines ressources sont même sous-utilisées. »

### Première partie: Le but du développement
La Déclaration critique vivement l'utilisation qui est faite de la croissance, que les pays riches estiment indispensable au développement des pays pauvres :
« Une croissance qui bénéficie seulement à la minorité la plus riche et maintien ou accroît les disparités entre et au sein des pays n'est pas du développement. C'est de l'exploitation. »
Les auteurs de la déclaration donnent ensuite leur propre vision du développement :
« Le développement ne doit pas être limité à la satisfaction des besoins fondamentaux. Il y a d'autres besoins, d'autres buts et d'autres valeurs. Le développement inclut la liberté d'expression et de publication, le droit de donner et de recevoir des idées et des impulsions. Il y a un profond besoin social de participation pour poser les bases de sa propre existence et pour contribuer à créer le monde futur. Par-dessus tout, le développement englobe le droit de travailler, ce qui ne signifie pas seulement le droit d'avoir un travail, mais celui d'y trouver un accomplissement personnel, le droit de ne pas être aliéné à travers des procédés de production qui utilisent les hommes comme des outils. »

### Deuxième partie: La diversité du développement
Dans cette partie du texte, les auteurs estiment que les chemins du développement sont nécessairement divers, et qu'il faut éviter de généraliser les pratiques des pays riches. Au contraire, il faudrait aider ces derniers à sortir de la surconsommation :
« Le monde ne doit pas seulement faire face à l'anomalie du sous-développement. Nous devons aussi parler de types de développement surconsommateurs qui violent les limites intérieures de l'homme et les limites extérieures de la nature. Vu de cette manière, nous avons tous besoin de redéfinir nos buts, d'adopter de nouveaux modes de vie, avec des comportements de consommation plus modestes chez les riches. Même si la priorité est de sécuriser le minimum vital, nous devrions étudier ces stratégies de développement qui pourraient aussi aider pays prospères, pour leur propre intérêt, à trouver des modes de vie plus humains, exploitant moins la nature, les autres, et eux-mêmes. »

### Troisième partie: L'autonomie
Les auteurs reprennent à leur compte le concept de "self reliance" inventé par Gandhi :
« Nous croyons qu'une stratégie de base pour le développement passe par l'amélioration de l'autonomie nationale. »
Cette partie du texte assume clairement la rupture avec l'ordre économique mondial :
« Pour atteindre cette autonomie, des changements économiques, sociaux et politiques fondamentaux des structures de la société seront souvent nécessaires. De même, le développement d'un système international compatible et capable de supporter les évolutions vers plus d'autonomie est tout aussi nécessaire.

L'autonomie au niveau national implique aussi un détachement temporaire du système économique actuel. Il est impossible de développer l'autonomie au travers de la participation pleine et entière à un système qui perpétue la dépendance économique. »

### Quatrième partie: Propositions pour l'action
La Déclaration de Cocoyoc réaffirme l'importance des Nations unies comme cadre de négociations sur les questions de développement et d'environnement, mais en partant d'un principe de base qui est la souveraineté nationale sur les ressources :
« Dans un cadre qui assurerait la souveraineté nationale sur les ressources naturelles, les gouvernements et les institutions internationales devraient placer la gestion des ressources et de l'environnement à un niveau global. L'objectif premier serait de faire bénéficier ceux qui ont le plus besoin de ces ressources et de le faire en respectant le principe de solidarité avec les générations futures. »
Elle appelle également à un système international de taxation et de redistribution des richesses :
« L'accès aux biens communs devrait être taxé au bénéfice des couches les plus pauvres des pays les plus pauvres. Ce serait une première étape vers la mise en œuvre d'un système de taxation international qui génèrerait des transferts automatiques de ressources vers l'aide au développement. »

### Épilogue
Dans l'épilogue, les rédacteurs réaffirment leur optimisme et concluent sur des principes généraux, qui se rapprochent de la déclaration de Stockholm adoptée lors du premier sommet de la Terre :
« Nous croyons que ces modes de vie et les systèmes sociaux peuvent évoluer pour devenir plus justes, moins arrogants dans leurs exigences matérielles, plus respectueux de l'environnement planétaire dans son ensemble. »

## Les impacts de la déclaration de Cocoyoc
Peu de temps après sa publication, elle fait l'objet d'une vive critique de la part du Secrétaire d'État Américain Henry Kissinger.
Dans son livre Comment la mondialisation a tué l'écologie (Mille et une nuits, 2012), Aurélien Bernier analyse la déclaration de Cocoyoc comme un texte fondateur de l'écologie politique qui anticipe la réflexion des années 2000 sur la démondialisation. Il estime qu'elle fut censurée par les Nations unies et oubliée par les écologistes. Il est cependant délicat de mettre sur un pied d'égalité une déclaration rédigée par un ensemble d'experts et des textes signés par des États. La Déclaration de Cocoyoc est en effet issue d'un colloque, elle n'a pas été votée par l'Assemblée Générale des Nations-Unies, à la différence des déclarations qu'Aurélien Bernier met en regard. Cette différence change beaucoup les choses car les équilibres politiques ne sont plus du tout les mêmes. La déclaration de Cocoyoc n'engageait que les experts qui l'ont signée, alors que les déclarations des nations-unies engagent (en principe) des États entiers.
Dans son livre sur le Développement durable (Bréal, 2010, 2014), Fabrice Flipo souligne également que le Sommet de Stockholm avait été boycotté par les pays socialistes, qui estimaient ne pas polluer, à la différence des pays capitalistes. Les pays en développement s'étaient montrés inquiets de possibles contraintes sur leur croissance, Indira Gandhi soulignant que la première pollution, c'était la pauvreté. La conférence de Cocoyoc se tint en effet en marge des négociations internationales. Le Sommet de Rio se tint sur la base du Rapport Brundtland, lequel contenait 22 définitions différentes et contradictoires du développement durable, de la durabilité la plus forte à la plus faible, en passant par la justice sociale. Le Sommet de Rio resta dominé par un souci de "gestion rationnelle des ressources", terme constamment employé dans l'Agenda 21. C'est ce qui a permis de négocier et signer ce qui reste à ce jour comme les deux seules grandes conventions internationales sur l'environnement global : la convention climat et la convention biodiversité. Pendant ce temps, et ailleurs, le GATT puis l'OMC négociaient la libéralisation du commerce. Ces deux dynamiques incompatibles entre elles expliquent l'échec du Sommet de Johannesburg, qui prend acte de l'absence de progrès fait depuis Rio.